# Самсон

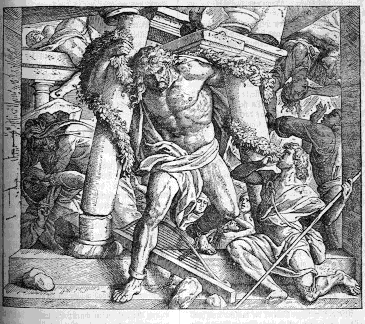
Зображення з німецької Біблії 1882 року

Самсо́н (івр. שִׁמְשׁוֹן «сонячний»; похований в м. Цора або Зугар, Сура) — останній та найвідоміший з суддів (шофетів) давнього Ізраїлю. Згадується у Старому Завіті Біблії (Книга Суддів, 13 — 14).

## У книгах Біблії
Походив з коліна Дан («місто сонця» — Ір-Шемеш або Поліс-Самаус відоме як Емаус), котрі за походженням — данайці в союзі племен Ізраїля
Самсон мав величезну фізичну силу, котру він використовував для боротьби зі своїми ворогами та звершення подвигів. Він неозброєним перемагав лева, розганяв цілі армії супротивників за допомогою щелепи віслюка, самотужки руйнував великі будівлі.
Як розповідається у Старому Заповіті, перед народженням Самсона до його батька Маноаха та матері, котра була неплідною, з'явився Ангел Господній та пообіцяв, що вони матимуть сина, що врятує народ Ізраїлю від філістимлян. Згідно з обітницями «назорейства», щоб дати життя Самсону, його мати повинна була утримуватись від усякого алкоголю та «нечистого» (за юдейськими канонами) м'яса, а народжене дитя повинно було також стати «назореєм» та не стригти своє волосся.
Самсон за своє життя добився багатьох перемог над ворогами ізраїльтян філістимлянами, поки не розповів філістимській жінці Далілі таємницю своєї сили. Даліла наказала таємно обрізати волосся Самсона, після чого, безсилий, той був спійманий філістимлянами та позбавлений зору. Під час находження філістимлян у язичницькому зібранні Самсон увійшов туди та помолився єдиному Богу про повернення йому величезної сили. Отримавши від єдиного Бога цю силу, Самсон вщент зруйнував язичницьку споруду, під уламками якої загинули сотні зібраних філістимлян. Але від цього руйнування помер і сам Самсон.

## У мистецтві
Сюжет про Самсона протягом історії дуже часто використовувався у живописі та літературі європейських країн.